# Чемпионат Армении по баскетболу
Vbet А-Лига (арм. Բասկետբոլի Ա լիգա) — высший дивизион системы баскетбольных лиг Армении.

## Участники
| Клуб    | Город    | Арена |
| ------- | -------- | ----- |
| Арагац  | Ереван   |       |
| Гюмри   | Гюмри    |       |
| Ереван  | Ереван   |       |
| Урарту  | Ванадзор |       |
| ФИМА    | Ереван   |       |
| Эребуни | Ереван   |       |

## Победители и призёры
| Сезон               | Место проведения финала | Финал  | Финал                    | Финал   | Матч за 3-е место | Матч за 3-е место | Матч за 3-е место |
| Сезон               | Место проведения финала | Золото | Счёт                     | Серебро | Бронза            | Счёт              | 4-е место         |
| ------------------- | ----------------------- | ------ | ------------------------ | ------- | ----------------- | ----------------- | ----------------- |
| 2017/2018 Подробнее | Ереван                  | Арцах  | 100:74 98:90             | Артик   | Урарту            | 102:78 115:70     | ФИМА              |
| 2018/2019 Подробнее | Ереван                  | Арагац | 83:79 89:93 103:61 97:87 | Урарту  |                   | Не проводился     |                   |